# 阿尔特基兴
阿尔特基兴（德語：Altkirchen，發音：[altˈkɪʁçn̩]）是德国图林根州阿尔滕堡地区县曾经的一个市镇，面积20.07平方千米，2017年12月31日人口为990人。2019年1月1日，阿尔特基兴与另外4个市镇并入市镇施默尔恩。